# Agylla ochritincta
Agylla ochritincta är en fjärilsart som beskrevs av Paul Dognin 1914. Agylla ochritincta ingår i släktet Agylla och familjen björnspinnare. Inga underarter finns listade i Catalogue of Life.